# گروس دوبن
گروس دوبن (به آلمانی: Groß Düben) یک شهر در آلمان است که در گورلیتس واقع شده‌است. گروس دوبن ۱٬۳۰۴ نفر جمعیت دارد.